# Merriment
Merrimet è il settimo album del cantautore folk statunitense Vic Chesnutt uscito nel 2000. Il disco è figlio di una collaborazione tra musicisti residenti in Georgia, tra i quali Kelly & Nikki Keneipp che hanno arrangiato e suonato tutti i brani.

## Tracce
Testi e musiche di Vic Chesnutt, Kelly Keneipp, Nikki Keneipp.
1. Merriment – 4:40
2. Fissle – 2:46
3. Feather – 2:46
4. Sunny Pasture – 2:23
5. Preponderance – 2:47
6. Haiku – 2:46
7. Mighty Monkey – 4:26
8. DNA – 3:00
9. Deeper Currents – 3:47
10. Merriment Reprise – 4:04